# 渡辺玲子
渡辺玲子（わたなべ れいこ、1966年7月16日 - ）は、東京都出身のヴァイオリニストである。

## 経歴

### 幼少時代
3歳半からヴァイオリンを始め、スズキ・メソード吉祥寺センターの松井宏中に師事した。7歳から桐朋学園子供のための音楽教室に通い、鈴木共子に学んだ。中学生から田中千香士に師事し、1981年、第50回日本音楽コンクールにおいて最年少の15歳で第1位、第1回増沢賞を受賞する。

### 高校時代
1982年、NHK交響楽団「若い芽のコンサート」でバルトークのヴァイオリン協奏曲第2番を共演した。同年、東京芸術大学音楽学部附属音楽高等学校に入学したが、独学を決意して2年生で中退した。その後、大検を受験し合格。1984年、ヴィオッティ国際音楽コンクールに出場し、第1位なしの第2位を受賞した。この年のロン＝ティボー国際コンクールにも出場し、審査委員をしていたジョセフ・フックスと出会う。

### アメリカ留学
1985年、フックスが教鞭を執っていたジュリアード音楽院のオーディションを受け、同年9月に全額奨学生として入学、フックスに師事した。また室内楽をヤコブ・ラタイナー、フェリックス・ガリミア、サミュエル・ローズに学んだ。1986年、パガニーニ国際コンクールで第1位なしの第2位を受賞した。1992年、ジュリアード音楽院を卒業した。

## 演奏活動
1992年、ジュリアード音楽院卒業前にネーメ・ヤルヴィ指揮フィルハーモニア管弦楽団と共演してロンドンでデビューした。その後、ニューヨークを拠点として活動し、ソリストとして数々のオーケストラと共演した。

## ディスコグラフィー
- ベルク：ヴァイオリン協奏曲&室内協奏曲（1997年5月10日）
- マイ・フェイヴァリッツ（1998年4月25日）
- バッハ：無伴奏ヴァイオリンのためのソナタとパルティータ（2001年10月11日）
- ショスタコーヴィチ チャイコフスキー ヴァイオリン協奏曲（2003年9月25日）
- カルメン・ファンタジー（2008年6月25日）
- SOLO（2012年6月6日）

## 近況
2004年4月、国際教養大学の特任助教授に就任した。2005年、第35回エクソンモービル音楽賞の洋楽部門奨励賞を受賞した。